# Tommy Edman
Thomas Hyunsu Edman (7 de octubre de 1992, Nashville, Tennessee) más conocido como Tommy Edman, es un jugador profesional de béisbol estadounidense, que juega como jardinero derecho y segunda base en Los Angeles Dodgers de la Major League Baseball.

## Carrera profesional

### Cardenales de San Luis

#### Temporada 2019
Edman comenzó la temporada 2019 de regreso con Memphis, bateando .305/.356/.513 con siete jonrones, 29 carreras impulsadas y nueve bases robadas en 49 juegos. El 8 de junio, su contrato fue seleccionado y fue llamado a las Grandes Ligas por primera vez. Hizo su debut esa noche como bateador emergente contra los Chicago Cubs en el Wrigley Field. Edman registró su primer hit en la MLB el 14 de junio contra Steven Matz de los Mets de Nueva York  y su primer jonrón de su carrera el 20 de junio contra Tayron Guerrero de los Marlins de Miami. El 18 de julio, conectó su primer grand slam de su carrera ante Robert Stephenson de los Rojos de Cincinnati.  En 92 juegos de temporada regular con St. Louis en 2019, Edman tuvo promedio de bateo de .304/.350/.500 con 11 jonrones, 36 carreras impulsadas y 15 bases robadas en 16 intentos. Tuvo la velocidad de sprint más rápida de todos los tercera base de las Grandes Ligas con 29.4 pies/segundo.  En la postemporada, tuvo seis hits, incluidos tres dobles, en 19 turnos al bate en la Serie Divisional, pero no conectó hits en 14 turnos al bate en la Serie de Campeonato de la Liga Nacional contra los Nacionales de Washington. 

#### Temporada 2020
Edman fue nombrado tercera base titular de los St. Louis Cardinals en la temporada 2020 acortada por la pandemia.  En 204 turnos al bate , bateó .250/.317/.368 con cinco jonrones y 26 carreras impulsadas. Tuvo tres hits en 14 turnos al bate durante la Serie de Comodines de la Liga Nacional de 2020.

#### Temporada 2021
En 2021, Edman fue nombrado segunda base titular del club después de la salida de Kolten Wong y la adquisición de Nolan Arenado.  Obtuvo el Premio al Jugador de la Semana de las Grandes Ligas de Béisbol de la Liga Nacional después de batear .426 con dos jonrones del 23 al 29 de agosto. Edman apareció en 159 juegos para la temporada 2021, bateando .262/.308/.387 con 11 jonrones, 56 carreras impulsadas, 41 dobles y treinta bases robadas en 641 turnos al bate. Sus 41 dobles empataron con Ozzie Albies en el segundo lugar en la Liga Nacional, después de los 42 de Bryce Harper. Ganó el Premio Guante de Oro en la segunda base, uno de los cinco Cardinals en ganar el premio ese año, un récord de Grandes Ligas.  En el Juego de Comodín de un solo juego contra los Dodgers de Los Ángeles, tuvo tres hits en cinco turnos al bate con dos bases robadas, pero los St. Louis Cardinals perdieron.

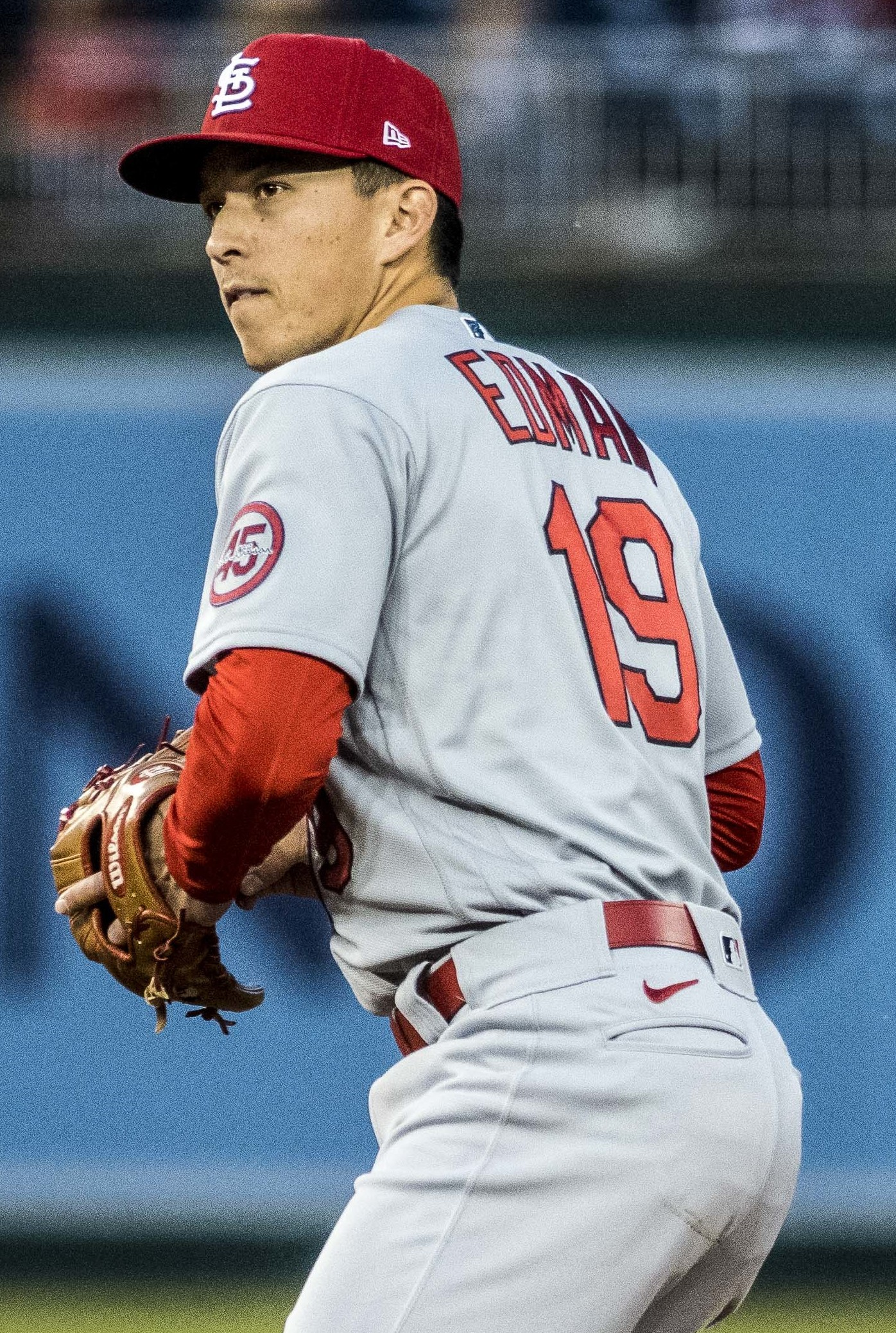
Edman con los Cardinals en 2021

#### Temporada 2022
Edman regresó como segunda base titular de los St. Louis Cardinals para abrir la temporada 2022. A mediados de mayo, después de la degradación del campocorto titular Paul DeJong y el ascenso del prospecto de segunda base Nolan Gorman , Edman pasó al campocorto.  El 11 de junio de 2022, Edman conectó su primer jonrón de salida y RBI de su carrera, un jonrón de dos carreras que aseguró una victoria por 5-4 contra los Cincinnati Reds.  Terminó la temporada 2022 con un promedio de bateo de .265/.324/.400 con 13 jonrones, 57 carreras impulsadas, 31 dobles y 32 bases robadas en 577 turnos al bate en 153 juegos.  Tuvo un hit en seis turnos al bate en la Serie de Comodines contra los Philadelphia Phillies, que los St. Louis Cardinals perdieron en dos juegos. 

#### Temporada 2023

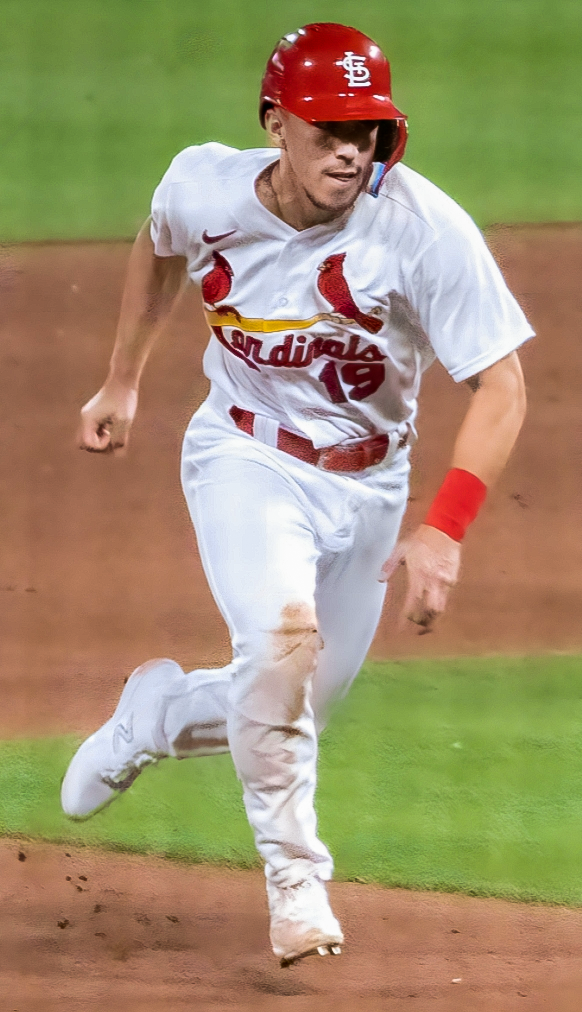
Edman en 2023

El 13 de enero de 2023, Edman acordó un contrato de un año por $4.2 millones con los St. Louis Cardinals, evitando el arbitraje salarial.  Apareció en 153 juegos (principalmente en el campocorto, la segunda base y el jardín central) y bateó .265 con 13 jonrones, 57 carreras impulsadas y 32 bases robadas. 

#### Temporada 2024
Edman y los Cardinals acordaron un contrato de dos años por un valor de $16.5 millones el 22 de enero de 2024, evitando nuevamente el arbitraje salarial. Después de someterse a una cirugía de muñeca en la temporada baja, fue suspendido durante el entrenamiento de primavera debido a una renovada molestia en la muñeca.  El 6 de mayo, Edman fue transferido a la lista de lesionados de 60 días. 

### Dodgers de Los Ángeles
El 29 de julio de 2024, los St. Louis Cardinals cambiaron a Edman a Los Angeles Dodgers en un acuerdo de tres equipos que también envió a Michael Kopech y Oliver González al equipo angelino, a Erick Fedde y Tommy Pham a St. Louis, y envió a Miguel Vargas , Alexander Albertus y Jeral Pérez a los Chicago White Sox. Hizo su debut en la temporada con los Dodgers el 19 de agosto. Edman jugó en 37 juegos para los Dodgers, dividiendo el tiempo entre el campocorto y el jardín central, con un promedio de .237, 6 jonrones y 20 carreras impulsadas. 
En la Serie de Campeonato de la Liga Nacional, Edman se llevó a casa los honores de MVP de la serie que ayudó a llevar a los Dodgers a la Serie Mundial al derrotar a los Mets de Nueva York en seis juegos, conectando un jonrón de dos carreras en el juego decisivo del sexto juego. Edman empató el récord del club de los Dodgers al anotar 11 carreras impulsadas en una serie de postemporada.

## Carrera internacional
En 2023, Edman fue convocado al equipo nacional de béisbol de Corea del Sur. Jugó durante el Clásico Mundial de Béisbol de 2023 como jugador de cuadro. En 11 viajes al plato, tuvo 2 hits y 1 base por bolas. El equipo no pasó de la fase de grupos. 